# Here Come the Rattling Trees
Here Come the Rattling Trees — десятый студийный альбом британской авант-поп группы The High Llamas, изданный 22 января 2016 года на лейбле Drag City. Он является адаптацией театральной пьесы 2014 года, премьера которой состоялась в Театре Тристана Бейтса в лондонском Ковент-Гардене. В пьесе изначально участвовали актёры и актрисы, но на альбоме представлены только инструментальные и вокальные номера.

## Отзывы
| Оценки критиков | Оценки критиков |
| Источник        | Оценка          |
| --------------- | --------------- |
| Allmusic        | [ 2 ]           |
| Pitchfork       | (6.6/10)        |

Тиим Сендра из AllMusic отметил, что «Here Come the Rattling Trees представляет собой повествование в свободной форме, рассказывающее истории людей, реальных и воображаемых, под типично милое и обманчиво простое музыкальное сопровождение. Основной мотив — звонкий солнечный поп, включающий в себя акустическую гитару с арфическим аккордом и басовую линию стаккато, которая могла бы порадовать Брайана Уилсона».

## Список композиций
Слова и музыка всех песен — Sean O'Hagan.
| №                   | Название                                      | Длительность |
| ------------------- | --------------------------------------------- | ------------ |
| 1.                  | «Prelude – A Day in the Square»               |              |
| 2.                  | «Amy Recalls – Barnham Trees»                 |              |
| 3.                  | «Here Come the Rattling Trees»                |              |
| 4.                  | «Runner Recalls – Outback Runner»             |              |
| 5.                  | «Bramble Underscore»                          |              |
| 6.                  | «Bramble Black»                               |              |
| 7.                  | «Mona Underscore – Slow Down Mona»            |              |
| 8.                  | «Mona's Song»                                 |              |
| 9.                  | «Decorator Recalls – Step Tempo Has Arrived»  |              |
| 10.                 | «McKain Underscore»                           |              |
| 11.                 | «McKain James»                                |              |
| 12.                 | «Plumber Recalls – Call Me to the Common»     |              |
| 13.                 | «Livorno Underscore»                          |              |
| 14.                 | «Livorno»                                     |              |
| 15.                 | «Jackie Underscore – The Bells Ring Straight» |              |
| 16.                 | «Jackie»                                      |              |
| Общая длительность: | Общая длительность:                           | 27:07        |